# Петро Кнафей
Петро Кнафей («Фуллер») — патріарх Антіохії (471—488) і нехалкидонцем.
Петро отримав своє прізвище від свого колишнього ремесла як повник сукна. Тіллемонт (Empereurs, том VI, стор. 404) вважає, що Петро спочатку був членом монастиря Акоіметої, який він розміщує у Віфінії на азійському боці Босфору, у Гомоні, «Великий монастир», і будучи вигнаним звідти за свою поведінку та єретичне вчення, пройшов через до Константинополя, де зустрічався зі впливовими особами, через яких був познайомлений із Зеноном, зятем Лева I (457—474) і майбутнім імператором (474—491), прихильність якого він забезпечив, отримавши через нього головне місце в церкві Святого Баси в Халкедоні. Тут швидко проявилися його нехалкидонські переконання, що призвело до його втечі до Зенона, який тоді вирушив до Антіохії як командир Сходу (Magister Militum per Orientem).
Прибувши в Антіохію 463 р., Петро дуже бажав здобути патріарший престол, який тоді посідав Мартирій. Він швидко подружився з населенням, якому поширив підозри щодо Мартирія як прихованого несторіанина. Це спричинило бурхливе вигнання Мартирія та обрання Петра на звільнений престол. Теодор Лектор датує цю подію 469 або 470 роком.
Ставши патріархом, Петро відразу ж відкрито оголосив себе противником Халкедонського собору і додав до Трисвятого слова «Хто був розп'ятий за нас», які він наклав на випробування для всіх у своєму патріархаті, анафемуючи тих, хто відмовився прийняти це. Відповідно до Синодикону, він скликав раду в Антіохії, щоб надати синодальні повноваження цьому новому пункту (Лаббе, IV. 1009). Повалений Мартирій вирушив до Константинополя, щоб поскаржитися до імператора Льва. Під впливом патріарха Геннадія Мортирій був люб'язно прийнятий у столиці імперії; Рада єпископів визнала його правоту й ухвалила його відновлення (Теодор Лектор, с. 554). Але, незважаючи на імперську владу, особистий вплив Петра в Антіохії, підтримуваний прихильністю Зенона, був настільки великий, що становище Мартирія стало нестерпним, і незабаром він покинув Антіохію, знову залишивши свій трон на користь зловмисника. Природно, імператор Лев був обурений таким зухвалим нехтуванням його волею. Тому він відправив імператорський указ про зміщення Петра та його вигнання в Оазис (Лаббе, IV. 1082).
За словами Теодора Лектора, Петро втік, і єпископом замість нього був одноголосно обраний Юліан (471 р.), обіймаючи кафедру до третьої реставрації Петра імператором Василіском у 476 р. (Феофан с. 99). Протягом цього періоду Петро жив у Константинополі, перебуваючи на пенсії в монастирі Акометів, дозволив йому проживати там в обмін на заставу, що він не створюватиме подальших заворушень (Феофан с. 104). Під час короткого правління Василіска (жовтень 475 — червень 477) доля Петра змінилася. Під впливом своєї дружини Василіск виступав за нехалкидонян, відкликав Тимофія Елура, патріарха Александрійського, з вигнання, і за його переконанням видав єпископам енцикліку, в якій закликав їх анафематизувати постанови Халкидону (Євагр. ВІН III. 4). Петро з радістю виконав і був винагороджений третім відновленням на Антіохійському престолі, 476 (ib. 5). Юліан був скинутий і незабаром помер.
Під час свого відновлення Петро застосував доповнення до Трисвятого і вів себе з великим завзяттям проти халкедонської сторони, придушивши всю опозицію зверненням до сирійського народу, над яким він отримав контроль. Увійшовши на патріарший трон, він не забарився якнайширше розширювати свої привілеї, висвячуючи єпископів і митрополитів для всієї Сирії. Падіння Василіска принесло знищення всіх, хто його підтримував  і возвеличував, і Петро впав одним із перших.
У 485 році Петро знову був посаджений на антіохійський престол Зеноном, підписавши Генотикон (Феофан с. 115; Теодор Лектор с. 569; Євагр. ВІН III. 16). Відразу ж він відновив свою ревну кар'єру, вигнавши халкедонських єпископів, які відмовилися підписати Генотикон, і здійснивши невизнані халкедонцями, особливо хіротонії Ксенаї (Філоксена) на кафедру в Ієраполі (Феофан с. 115). Він був засуджений і анафемований і відлучений від церкви синодом із 42 західних єпископів у Римі 485 р. Проте до своєї смерті в 488 році (або за Феофаном, 490 або 491) він зберіг патріархат в Антіохії. Одним з останніх його вчинків було невдале відродження претензій Антіохійської кафедри на послух Кіпру як частини патріархату, яку Перший Ефеський собор в 431 році вилучив з-під нагляду Антіохії.